# Marcel Rodríguez-López
Marcellus Rodríguez-López (n. 1983) es un músico multi-instrumentista y el hermano menor de Omar Rodríguez-López. Toca bongos, congas, tambores, maracas, teclado Y shekere.
Actualmente toca en The Mars Volta y en Omar Rodríguez-López Quintet, bandas en las cuales contribuye como percusionista.
También fue el tecladista de Omar Rodríguez-Lopez Quintet antes de la inclusión de Money Mark para la gira 2005. 
A pesar de eso Marcel no descuida su banda en la cual también es tecladista Zechs Marquise.
Anteriormente se desempeñó en la banda Thieves Of Always, dirigida por Ralph Jasso, quien fue miembro de The Mars Volta, en la gira del 2002. 
Marcel también ha tocado en vivo con los Red Hot Chili Peppers durante la gira Amputechture, contribuyendo con bongos en Hump de Bump y congas en Charlie. 
Apareció junto la banda para la gira Gnarls Barkley.
Marcel también tocó el clavinet durante las presentaciones de Warlocks, papel que fue originalmente desempeñado por Billy Preston en el estudio de grabación de Stadium Arcadium.
Además Marcel actúa en la nueva película de su hermano Omar provisionalmente titulada The Sentimental Engine Slayer.

## Discografía
Con The Mars Volta
- Frances the Mute (2005)
- Scabdates (2005)
- Amputechture (2006)
- The Bedlam in Goliath  (2008)
- Octahedron (2009)
- The Mars Volta (2022)

Con Omar Rodríguez-López
- Omar Rodriguez (2005)
- Please Heat This Eventually (2007)
- Se Dice Bisonte, No Bùfalo (2007)
- Omar Rodriguez-Lopez & Lydia Lunch (2007)
- The Apocalypse Inside of an Orange (2007)
- Calibration (Is Pushing Luck and Key Too Far) (2007)
- Minor Cuts and Scrapes in the Bushes Ahead (2008)
- Old Money (2008)
- Megaritual (2009)
- Los Sueños de un Hígado (2009)
- Xenophanes (2009)
- Solar Gambling (2009)
- Sepulcros de Miel (2010)
- Tychozorente (2010)
- Un Escorpión Perfumado (2010)

Con Zechs Marquise
- 34:26 (2006)
- Our Delicate Stranded Nightmare (2008)
- Getting Paid (2010)

- Datos: Q617012